# Camí del Seix (Rivert)
El Camí del Seix és un camí del terme municipal de Conca de Dalt, en territori del poble de Rivert, a l'antic terme de Toralla i Serradell, al Pallars Jussà.
Arrenca del Camí del Solà a la Serra de Mateu, des d'on surt cap a ponent i en uns 400 metres mena al Seix de Joanet.